# Cyrtinus penicillatus
Cyrtinus penicillatus är en skalbaggsart som först beskrevs av Bates 1885. Cyrtinus penicillatus ingår i släktet Cyrtinus och familjen långhorningar.
Artens utbredningsområde är Panama. Inga underarter finns listade i Catalogue of Life.